# Comté de Neosho
Le comté de Neosho est l’un des 105 comtés de l’État du Kansas, aux États-Unis d’Amérique. Le comté est traversé par la rivière du même nom.
Siège : Erie.

## Géolocalisation
| Comté de Woodson    | Comté d’Allen    | Comté de Bourbon  |
| Comté de Wilson     | Comté de Neosho  | Comté de Crawford |
| Comté de Montgomery | Comté de Labette |                   |